# Městské opevnění (Slavkov u Brna)
Slavkovské hradby tvořily systém goticko-renesančního městského opevnění, který byl vybudován možná již ve 13., nejpozději však ve 14. a 15. století za účelem ochrany města Slavkova u Brna. Uzavíraly prostor kolem dnešního historického centra. Za dobu své existence byly přestavovány, jejich účinnost doplňovaly v rozích bašty a pravděpodobně i příkop a dvojice rybníků na řece Litavě. Od začátku 18. století hradby ztratily svůj význam a postupně zanikaly.
Městské brány byly původně čtyři, směřující do čtyř světových stran. Na východě Bučovská, na západě Brněnská (Špitálská), na severu Rousínovská (Zámecká) a od jihu Rybničná (Hodinová). Do dnešních dní se dochovalo několik fragmentů slavkovského opevnění, z bran však žádná, jako poslední zanikla Hodinová brána v roce 1903. Zachovalé úseky hradního zdiva se nacházejí v ulicích Hradební (u bývalé Hodinové brány), Kollárova (u hřbitova), dále v Lidické ulici a u zámecké zahrady. Celkem osm takovýchto objektů je chráněno jako kulturní památky.

## Historie

### Éra německých rytířů (13. a 14. století)
První dochovaná písemná zmínka o městě pochází z 12. května 1237, kdy král Václav I. vydal listinu potvrzující majetek řádu německých rytířů, v níž zmiňuje Novosedlice (Nouozedeliz) jako civitas cum villis quatuor, tedy obec se čtyřmi vesnicemi. Novosedlice a Slavkov byly patrně dvě těsně sousedící osady, které splynuly do jedné, přičemž není známo, kdy která z nich vznikla. Výhodná byla poloha sídla na křižovatce dvou cest: staré obchodní cesty vedoucí z Měnína a později z Brna na Olomouc a uherské cesty táhnoucí se údolím řeky Litavy směrem na Bučovice, Čejč a Hodonín, což se promítlo i do uspořádání zástavby.
Řádu německých rytířů přidělil do užívání původně zeměpanské území patrně moravský markrabě Vladislav I. Jindřich koncem 90. let 12. století. Zdejší řádová komenda byla ve své době nejmocnější na Moravě a patřila mezi nejpřednější v českých zemích. Pozvednutí statusu zdejší lokality dokumentují prameny ze 40. až 70. let 14. století a také již v listině z listopadu 1323 je obyvatel Novosedlic jménem Václav označen jako civis, tedy měšťan. V roce 1411, po prohrané bitvě u Grunwaldu, řád město ztratil a z poddanského, resp. křížovnického města (civitas cruciferorum) se mohlo stát město královské, jak nasvědčuje obsazení slavkovské tvrze královskou posádkou i udělení znaku a pečeti Václavem IV. v roce 1416. Bylo však zeměpánem soustavně dáváno do zástavy, a to až do konce 15. století.
V místech dnešního barokního zámku byla patrně ve druhé polovině 13. století vybudována opevněná gotická tvrz či hrad, a to pravděpodobně už na základech dřívějšího přemyslovského opevněného sídla, doloženého nalezenými pozůstatky válcové věže. Stavba vznikala možná už ve 30. letech 13. století na mírném návrší, uměle navyšovaném kvůli nestabilnímu podloží a bažinatému prostředí. Další hospodářské budovy tvořily opevněné předhradí. Ludvík Belcredi, provádějící v roce 1996 průzkum v souvislosti s úpravou zámeckého nádvoří, napsal: „Areál slavkovské komendy představoval nejrozsáhlejší a nejlépe opevněný řádový dům v českých zemích a nikoli náhodou byl roku 1423 označen jako hrad.“ Ke komendě na jižní straně přiléhal kostel sv. Jakuba, dostavěný roku 1323 a obehnaný rovněž hrazeným městským hřbitovem. Kolem této citadely, zejména jižním směrem, se pak rozkládalo osídlení uzavřené ve středověkých hradbách.

### Husitské války a po nich (15. století)
V roce 1425 při jednom ze svých tažení na Moravu Slavkov dobyla a vyplenila husitská vojska pod vedením Haška Ostrovského z Valdštejna. Ani hradby dosahující místy do výšky až 7 metrů, ani příkop před nimi město neuchránily. Hrad i kostel byly patrně zapáleny a pobořeny. Belcredi se však domnívá, že k totální degradaci celého areálu v souvislosti s husitskými válkami nedošlo, obzvláště když nadále sloužil jako panské sídlo i v 15. a 16. století. Od roku 1453 se majitelé panství rychle střídali, na hradě však nebydleli. Úpravy tvrze započal na konci 15. století jeden z mnohých vlastníků Petr hrabě od sv. Jiří a z Pezinku. Nedlouho po odchodu husitských vojsk měšťané také zahájili obnovu městského opevnění.

### Kounicovský Slavkov (16.–20. století)
Od roku 1509 patřilo město do majetku rodu Kouniců, kteří z něj učinili své hlavní sídlo a věnovali jeho rozvoji značnou péči. Slavkov zůstal v jejich majetku až do roku 1919, kdy zemřel poslední mužský potomek Evžen Kounic.
Podle urbáře slavkovského panství, založeného roku 1597, se město skládalo ze samotného centra, židovské obce a zámku, obehnaných ze všech stran hradbami se čtyřmi branami, a ze čtyř předměstí navazujících na tyto brány. Nejstarší vyobrazení městského opevnění poskytuje oltářní obraz z kaple sv. Urbana z roku 1712 a dále dvě veduty Václava Petruzziho z 20. let 18. století, z nichž jedna byla ještě ve 30. letech 20. století uložená v zámecké knihovně, po druhé světové válce již však byla nezvěstná. Průběh hradeb zachycuje také josefínské vojenské mapování z 60. let 18. století.
Podle těchto dokladů hradby uzavíraly přibližně lichoběžníkové území, zhruba se blížící obdélníku. Severní zeď patrně směrem od východu nepatrně stoupala k severu a v místech dnešního zámku se pozvolna začala ohýbat zpět k jihu. Podobně se i jižní zeď od obou rohových bastionů směrem ke středu vychylovala nepatrně k severu a uprostřed v místě brány docházelo ke zlomu. Kratší strany východní a západní se směrem k severu mírně od sebe rozevíraly.

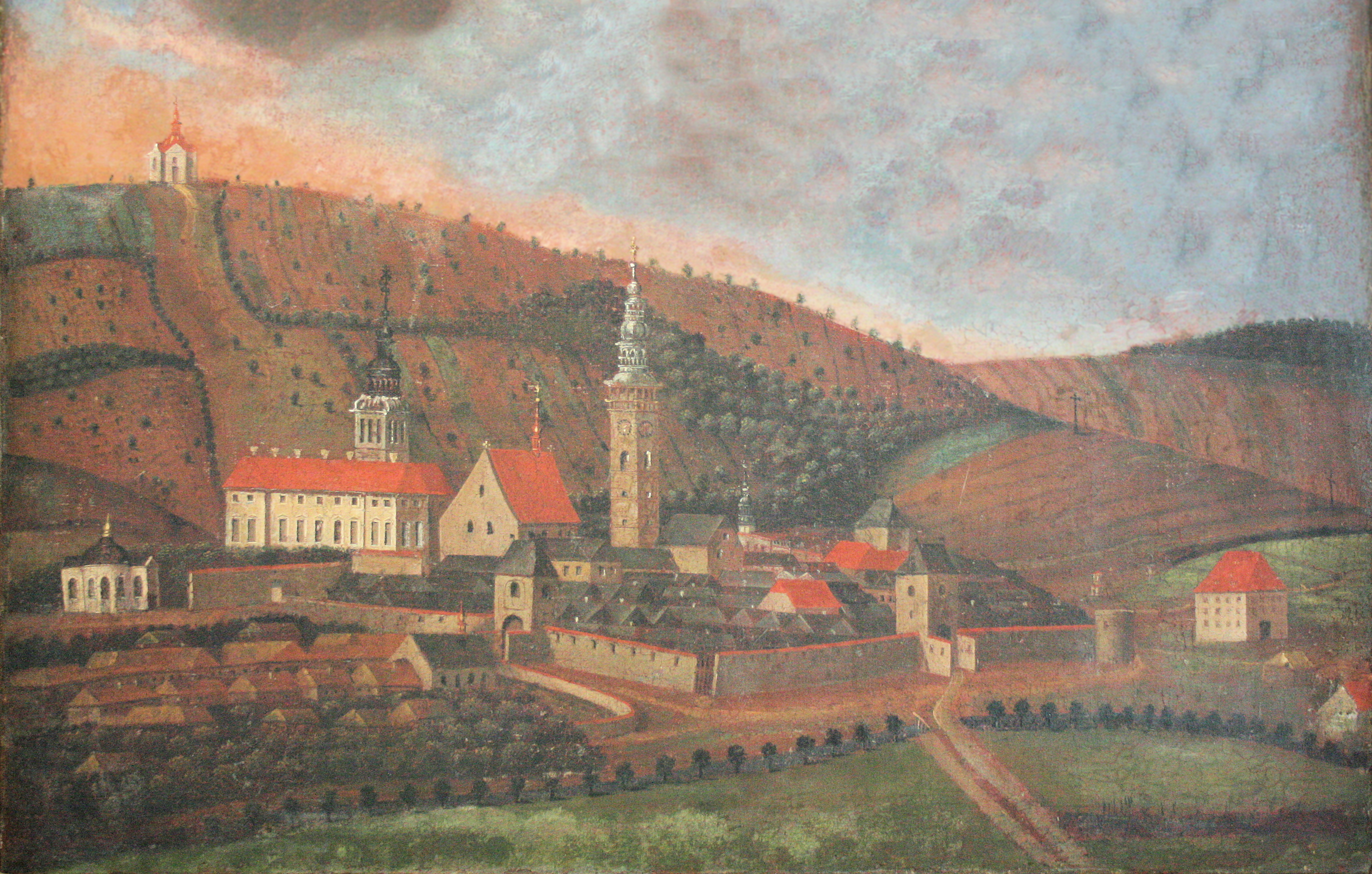
Oltářní obraz sv. Urbana (1712) zachycuje zejména západní a jižní část opevnění
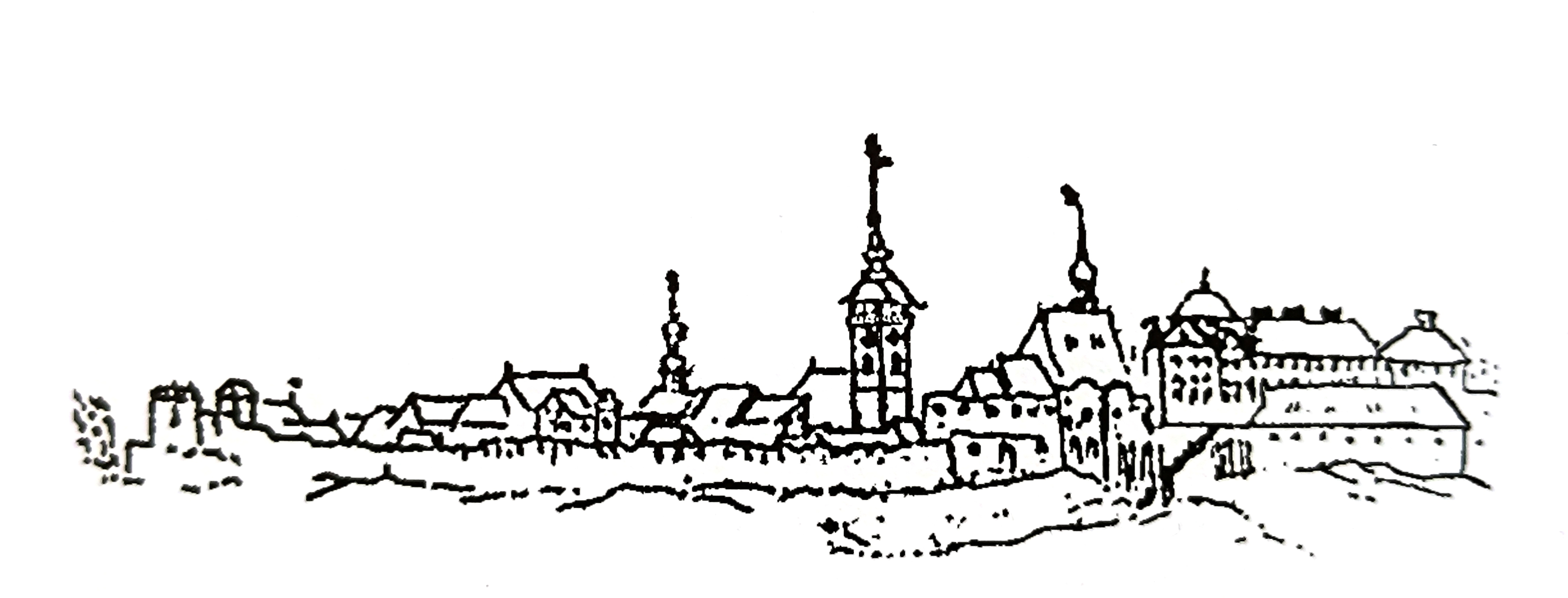
Kresba V. F. Petruzziho (cca 1740) zobrazuje především severovýchodní úsek opevnění
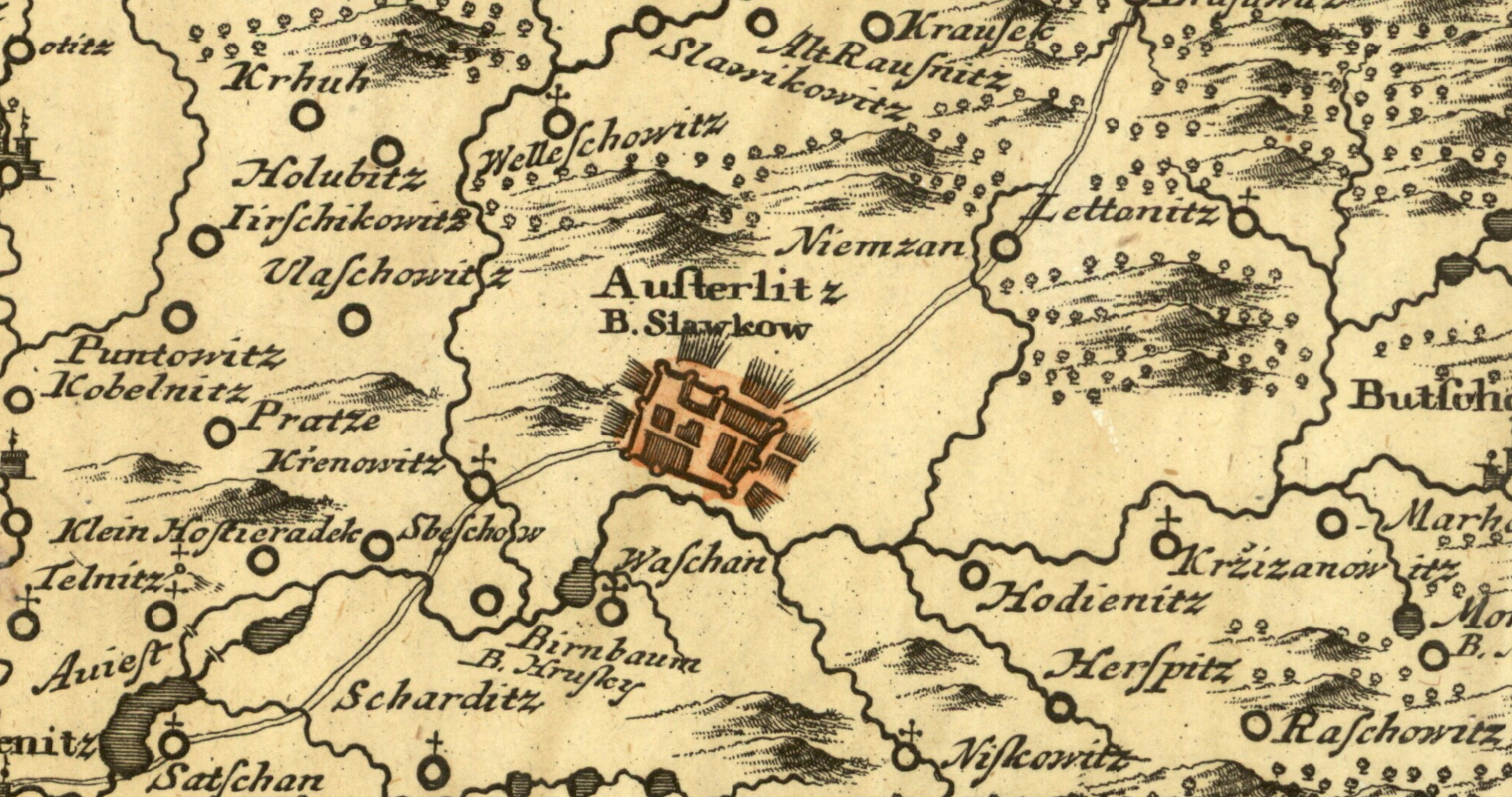
Slavkov vyznačený i s pásem hradeb v mapě Circuli Brunnensis pars meriodionalis (cca 1750)
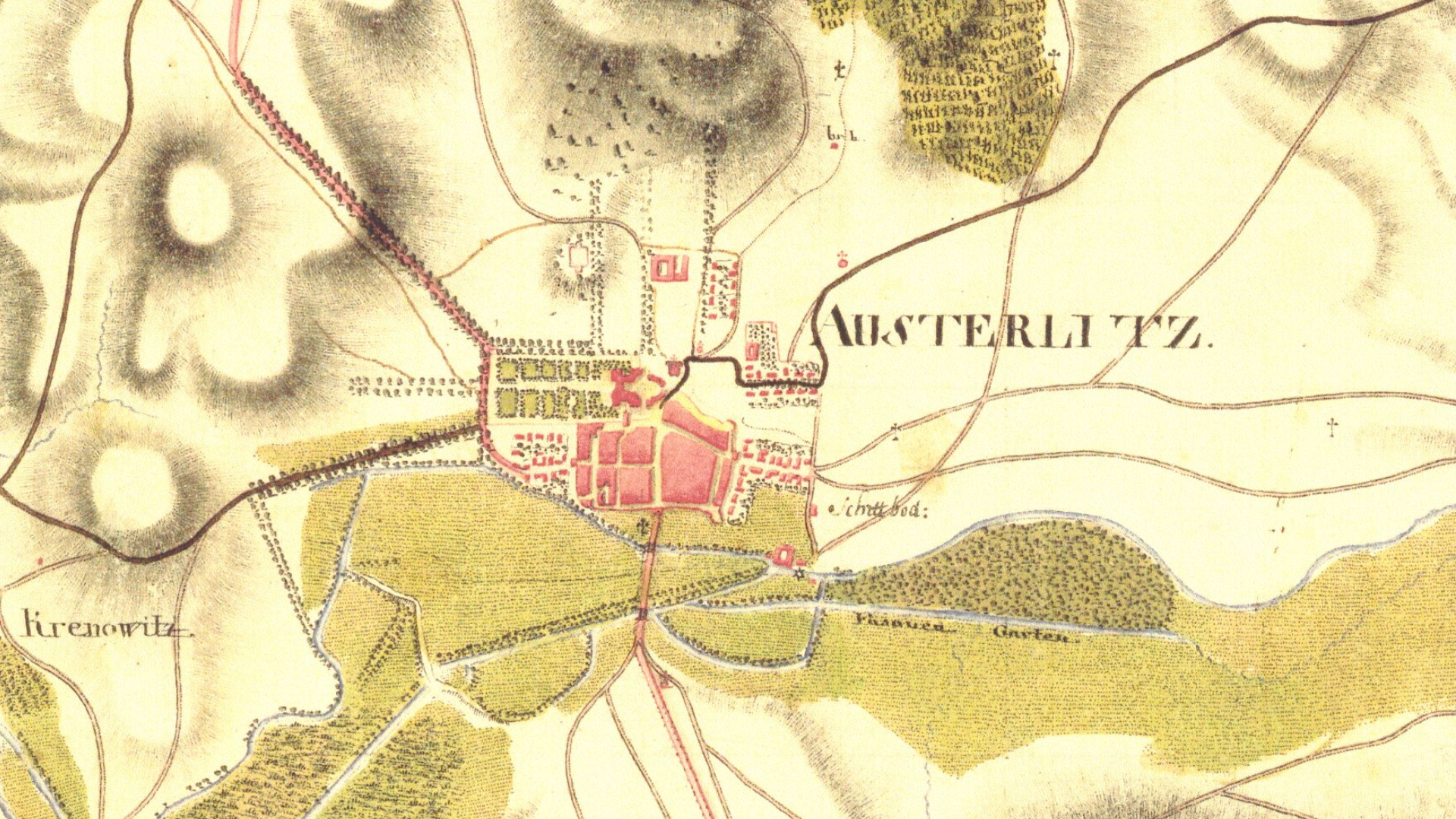
Slavkov s městským opevněním v rámci prvního vojenského mapování (1764–68)
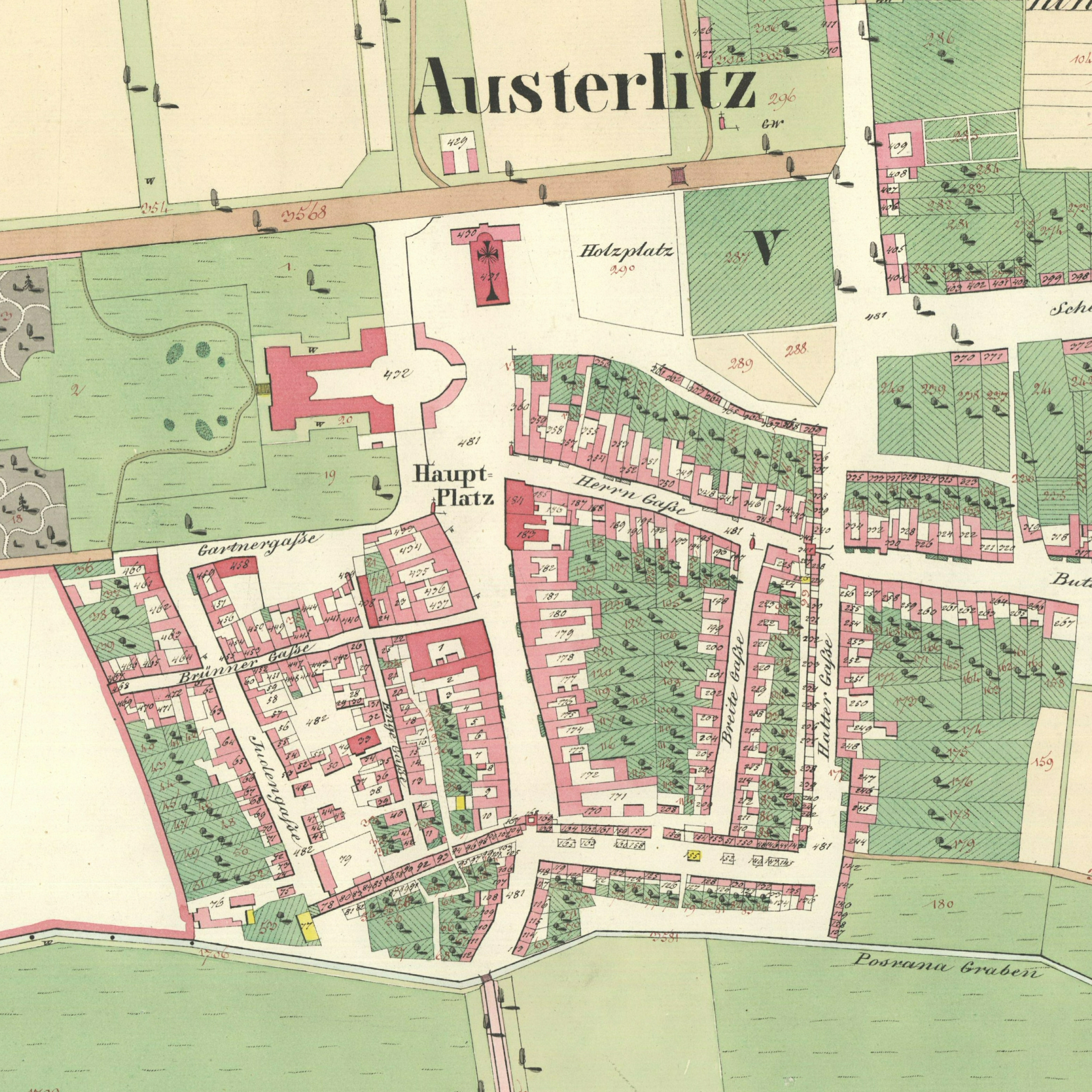
Slavkov na císařském otisku mapy Stabilního katastru z roku 1826 s linií hradeb a trojicí bran

#### Brány
Jak už bylo zmíněno, městské brány byly čtyři, a to na severo-jižní a západo-východní ose, což odpovídalo křižovatce kupeckých cest. Prvně uvedená osa se do dnešních dní zachovala v podobě podlouhlého Palackého náměstí, na jehož severním konci stála původně brána Rousínovská, zvaná též Zámecká, a na jižním konci brána Rybničná, Lázná či Vodní, později spíše známá jako Hodinová. Západo-východní osa se dnes promítá v ulicích Brněnská a Husova (dříve Panská), na jejichž koncích stávaly brány Brněnská či Špitálská a na východě Bučovská.
Nejstarší přímý písemný doklad o opevnění pochází nejspíše z roku 1497, kdy byla zmíněna Brněnská brána. Podle dochovaných vyobrazení pak měly všechny brány stejný vzhled a jejich vznik v této podobě se předpokládá v 16. století. Přibližně ve stejné době, nebo i dříve byly v rozích městského opevnění postaveny válcovité bastiony. Na vedutách sice nejsou patrné u hradeb příkopy, ty však v té době již mohly být zasypané.

#### Rybník
Zatímco trojice bran převzala označení po obcích, k nimž směřovaly cesty z nich vedoucí (Brno na západě, Rousínov na severu a Bučovice na východě), ta jižní byla příznačně zvaná podle toho, že nedaleko za hradbami se rozkládala velká vodní plocha.
Slavkovský rybník, zvaný též Tazus, byl ve své době největší vodní plochou na Slavkovsku, již lze odhadovat na cca 140 hektarů. Táhl se v délce téměř dvou kilometrů od někdejšího mlýna na východě na jižním konci dnešní Slovanské ulice přes lokality Polní a Zelnice a jeho hlavní hráz byla na západě zhruba u dnešní čistírny odpadních vod, kde na něj dále po proudu Litavy navazoval rybník Vážanský. Dnešní ulice Polní a Slovákova probíhají po někdejší severní hrázi Tazuse. Napájen byl kromě Litavy také Nížkovickým i Němčanským potokem a směřovaly do něj další dva kdysi existující potoky: jeden okolo západní hradby ze Studánek, druhý kolem východní a severní hradby z vinohradů.
Rybník je zmiňován už v privilegiu Petra hraběte od sv. Jiří a z Pezinku v roce 1497. Kromě chovu ryb měl i fortifikační funkci, při plném stavu mohl napájet vodní příkop jak podél jižní, tak i východní hradby v prostoru dnešní Lidické ulice (dříve Pastýřské) až po Bučovskou bránu. Pravděpodobně někdy po tureckých válkách v druhé polovině 17. století, kdy pominula hrozba obléhání města a rybník ztratil fortifikační účel, byl napříč jeho tělesem od Rybničné brány jižním směrem na Nížkovice veden násep s cestou. Na oltářním obraze z roku 1712 je již zachycen jako vypuštěný, v soupisech výnosů z knížecího velkostatku v roce 1750 nefiguruje a na jeho vypuštěné a vysušené ploše byl následně zbudován velký panský hospodářský dvůr k chovu dobytka zvaný Rybník.

#### Předměstí
Jak již bylo zmíněno, za hradbami navazovala na čtveřici městských bran také čtyři předměstí. Nejznámější z nich byla před Brněnskou branou západním směrem Špitálka, která byla také až do roku 1850 vedena jako samostatná obec. Na sever před Rousínovskou branou směřovala pod kopec Urban ulice/čtvrť Nová, před Bučovskou branou na východ Bučovská a před Rybničnou branou vedla v prostoru u rybníka k Hodonínu ulice Rybničná, Lázeňská, „V lázně“, nebo též Žabobřeská. Ta byla smetena za třicetileté války. Mimo opevnění stála také další jednotlivá stavení jako panský hospodářský dvůr na severu či pivovar a mlýn na jihovýchodě.

#### Postupná likvidace

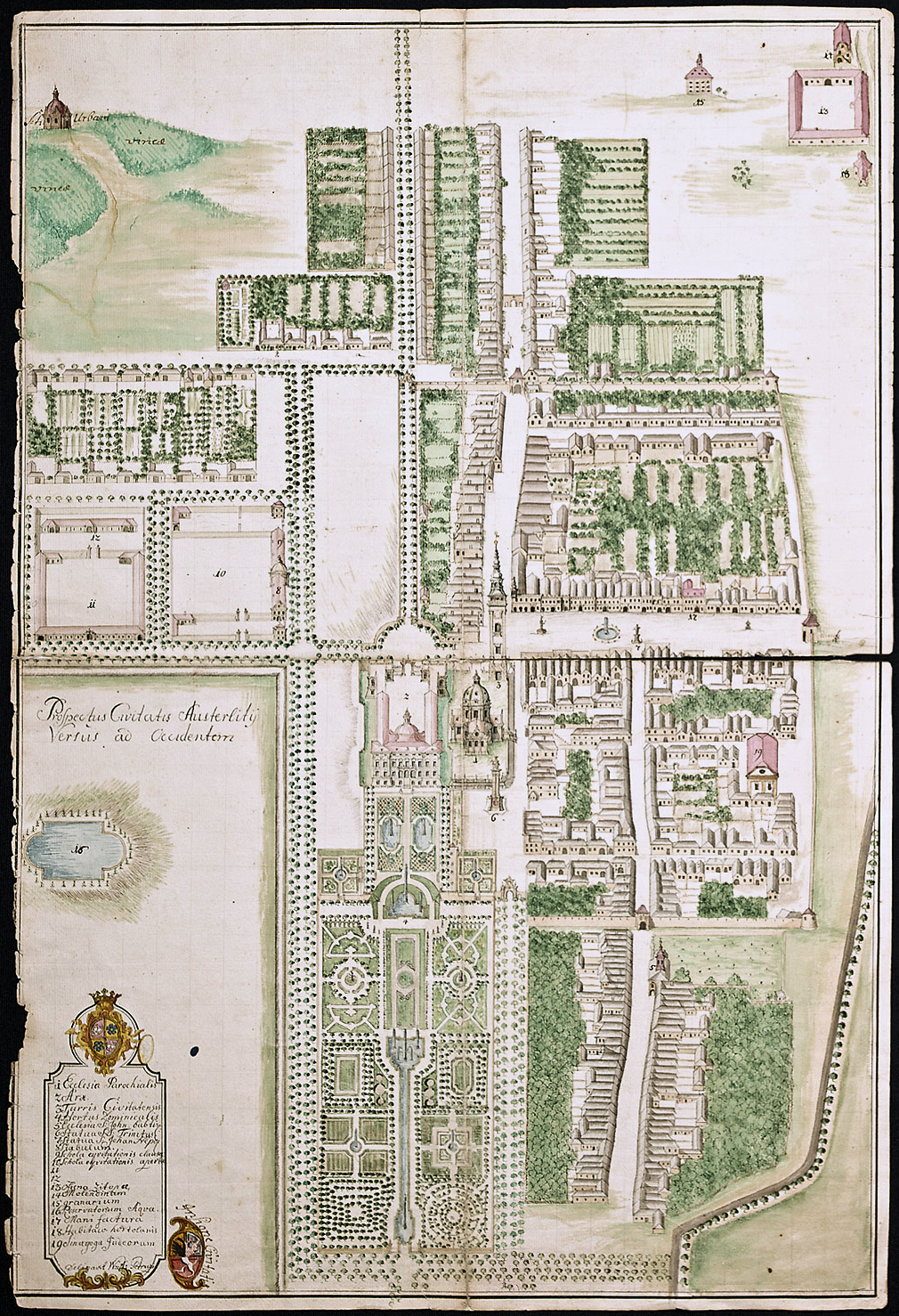
Petruzziho návrh územního generelu (1730) zachovává už jen tři strany hradeb, tu severní (vlevo) pohltil zámek s parkem a alejemi

Není známo, kdy přesně došlo k přestavbě dříve gotické komendy na renesanční zámek, snad po roce 1566 vznikl na půdorysu původního paláce trojkřídlý zámek s lodžiemi a k němu byla přimknuta schodišťová věž. Nárožní tělesa, hradby tvrze a některá další stavení byla stržena. I toto sídlo však na konci 17. století přestalo panstvu vyhovovat a Dominik Ondřej Kounic, zastávající vysoký úřad říšského vicekancléře císaře Leopolda I., se obrátil na italského architekta Domenica Martinelliho se žádostí o vybudování nového vznešeného sídla. Nástupce Maxmilián Oldřich Kounic po otcově smrti roku 1705 požádal vídeňského stavitele Václava Petruzziho, aby Martinelliho plány aktualizoval.
Velkolepé záměry byly sice částečně redukovány, přesto znamenala barokní přestavba zámku razantní zásahy i do širší městské zástavby. Na výše zmíněných vedutách již není patrná severní fronta hradeb, která spolu s Rousínovskou branou musela v 18. století ustoupit přestavbě zámku a budování zámeckého parku.
V 18. století městské hradby ztratily svou někdejší fortifikační úlohu a prostor kolem nich byl od přelomu 18. a 19. století zastavován drobnou domkářskou zástavbou. Po zrušení severní zdi s Rousínovskou branou následují doklady o stržení Brněnské brány v roce 1840 a Bučovské brány v roce 1861.
Nejdéle ze všech čtyř bran vytrvala jižní Rybničná, do níž byl po stržení městské věže (1770) patrně instalován zvon ze zrušeného kostela sv. Jakuba a v 19. století instalovány čtyři ciferníky s hodinovým strojem ze zbořené věže, proto se jí pak častěji říkalo brána Hodinová. Ta se jako jediná dožila vynálezu fotografie a figurovala tak často spolu s dalšími dominantami na slavkovských pohlednicích, v posledních letech již jako velmi poškozená a podepřená dřevěnými trámy. Stržena byla v roce 1903. Na Hodinové bráně byl také až do jejího zboření umístěn městský znak, podle ozdobného lemu patrně pocházející z pozdního 16. století nebo z doby kolem roku 1600. Ten byl snesen a později umístěn na budovu nové školy, postavené v letech 1906–1907. Rovněž hodiny se zachovaly ve sbírkách slavkovského muzea.

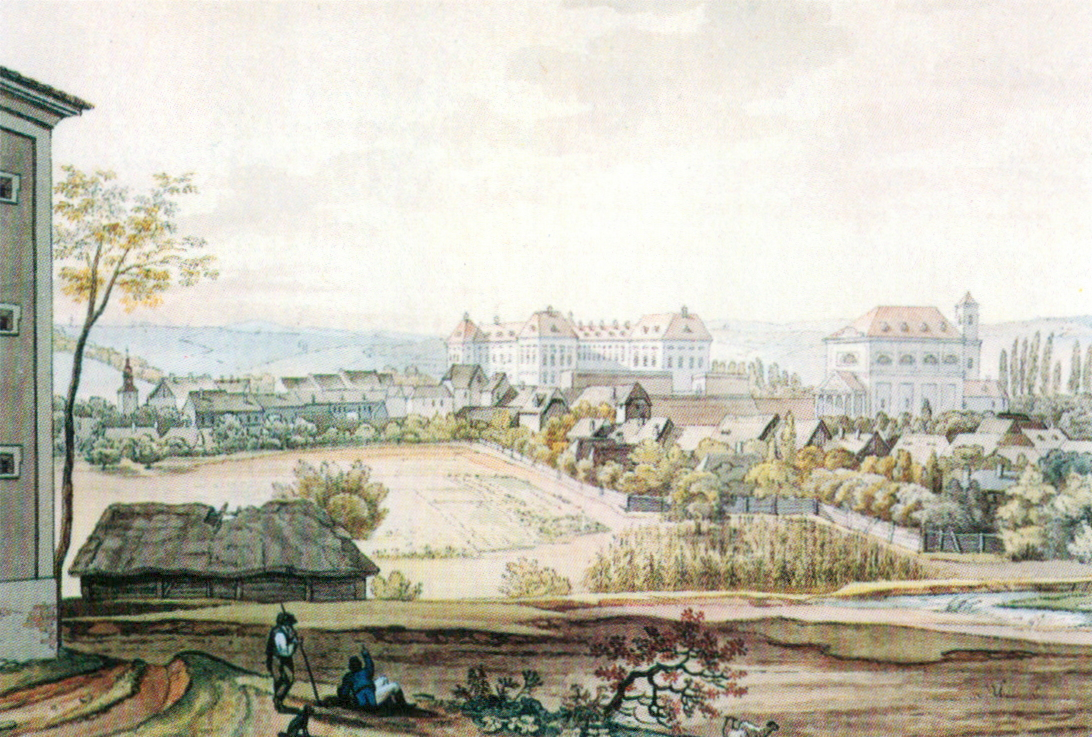
Pohled na Slavkov od východu s předměstím Bučovská (Franz Richter, 1822)
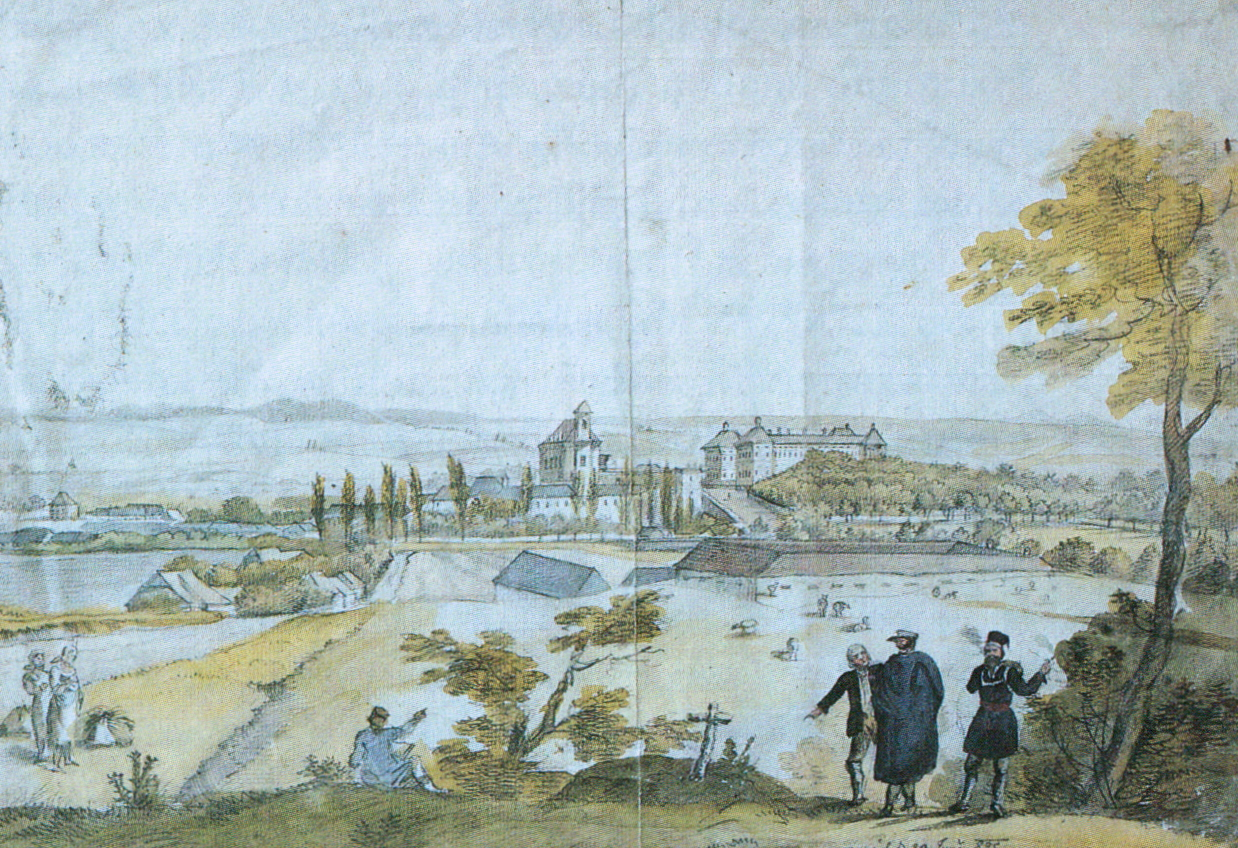
Pohled na město od severu již bez severní hradby (F. Richter, 1825)
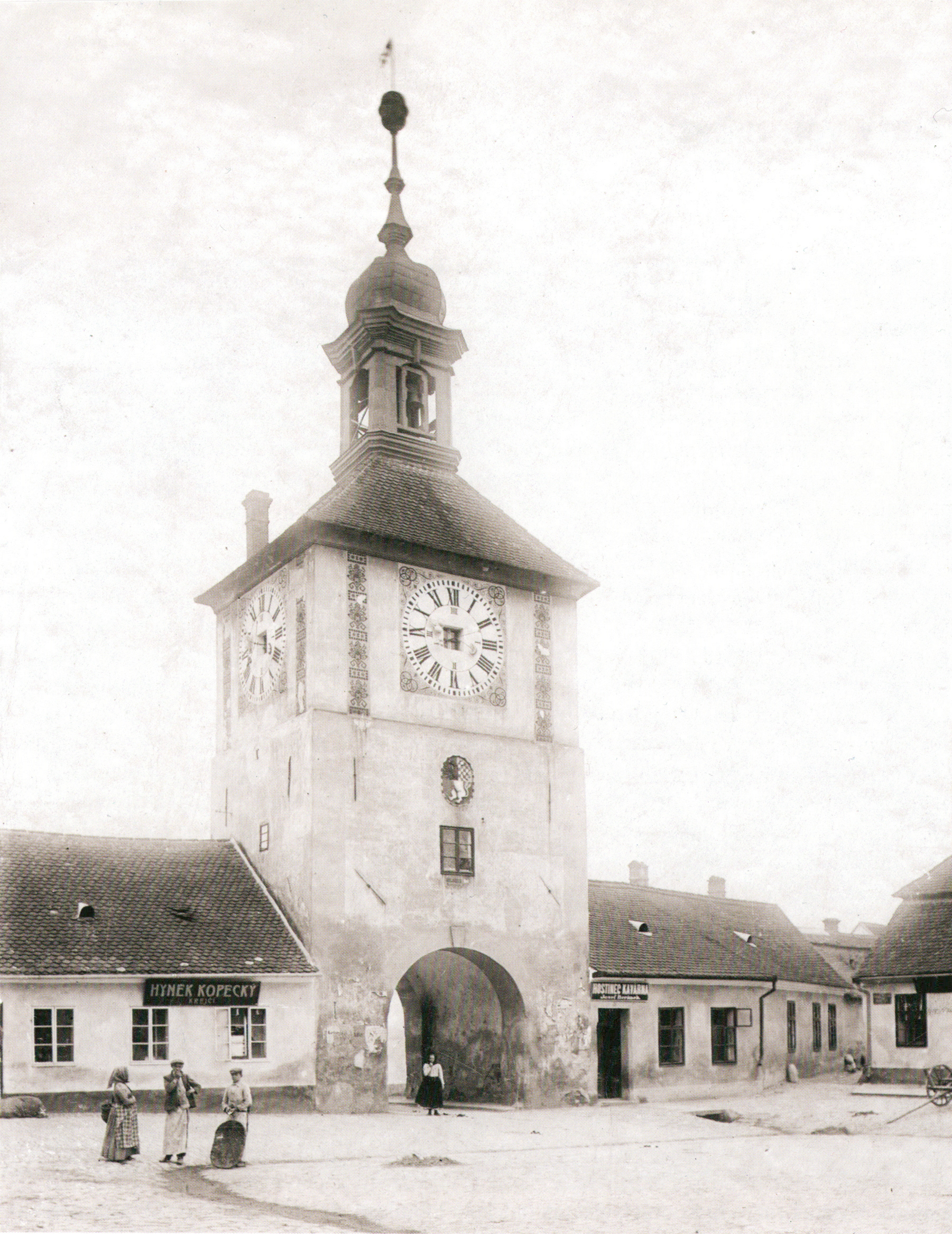
Hodinová brána na fotografii z konce 19. století
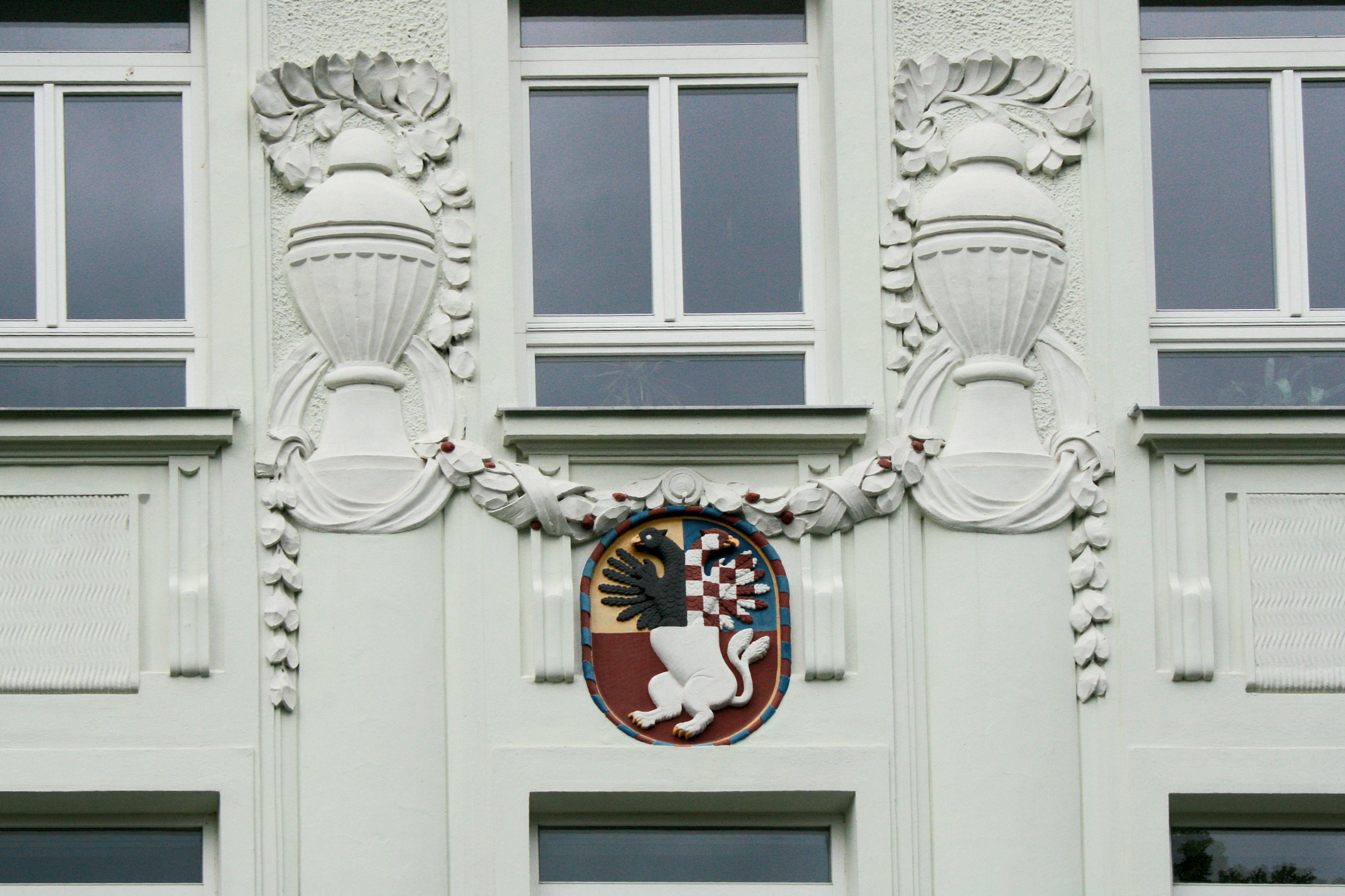
Znak Slavkova z Hodinové brány na fasádě ZŠ Komenského

### Od vzniku republiky (20. a 21. století)
Po vymření české větve rodu Kouniců v září 1919 (moravská vymřela již dříve, v roce 1848) získal Slavkov do vlastnictví rod Pálffyů sídlící ve Smolenici na Slovensku. Slavkovský zámek jim byl po druhé světové válce zabaven a přešel do státního vlastnictví, v němž vytrval až do července 1996, kdy jej získalo město.
Dále nejspíše probíhala postupná degradace pozůstalých hradebních zdí, místy včleněných do drobné obytné zástavby nebo sloužících jako ohradní zdi zahrad. Text ve Slavkovském zpravodaji z jara 1987 např. varuje před necitlivým dostavováním hradeb na příkladu „barbarsky probourané garáže do hradební zdi proti hřbitovu“. Také již počátkem roku 1986 komise pro životní prostředí při MěNV Slavkov navrhla deset bodů ke zlepšení, mezi nimiž figuroval i námět „postupně opravit a konzervovat historické staré hradby“.

#### Kulturní památka

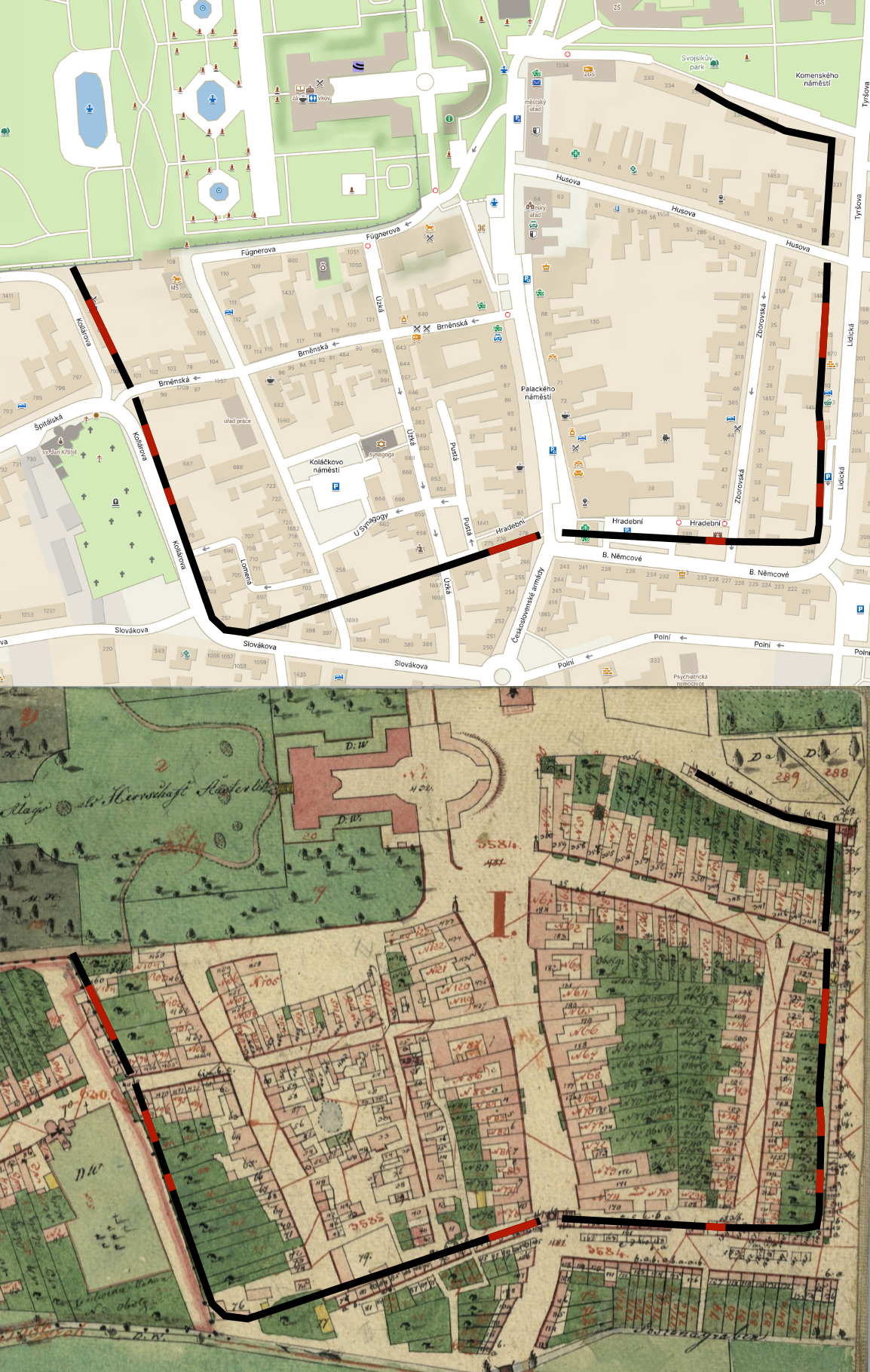
Hrubý zákres známého průběhu hradeb s vyznačením zachovaných a chráněných fragmentů (červeně) do map: r. 2024 a 1826.

Srpnem 1965 je datovaný evidenční list nemovité kulturní památky týkající se zbytků městských hradeb v části u hřbitova, tedy v Kollárově ulici na parcelách č. 4511/1 a 4512/2 (nověji č. 632). K zápisu do státního seznamu kulturních památek pak došlo patrně 22. června 1970. Tehdy se jednalo o nejzachovalejší část opevnění v délce asi 20 metrů a výšce kolem 6 metrů se dvěma opěrnými pilíři, pozůstatek západní hradební linie navazující z jižní strany na někdejší Brněnskou bránu.
V září 1987 přibyly evidenční listy k dalším třem úsekům. K 5. říjnu 1992 rozhodlo ministerstvo kultury o rozšíření rozsahu kulturní památky o tuto trojici objektů. Jeden z úseků představoval pokračování dříve zpamátněné části z druhé strany Brněnské brány, tedy severním směrem ke zdi zámecké zahrady. Hradba o délce 30–40 metrů a výšce 4–5 metrů se dvěma zazděnými střílnami a pozůstatkem cimbuří byla využita jako zeď zahrad či domů mezi Kollárovou ulicí a Koláčkovým náměstím, část koruny zdiva byla i pokrytá taškami. Druhý úsek byl na jižní straně někdejšího opevnění a vedl v délce asi 20 metrů a výšce 3–4 metrů západně od bývalé Hodinové brány, mezi ulicemi U brány a Za branou, představoval zeď chudinských domů, nad nimiž částečně přečníval a takto odkrýval 3 střílny, dalších 7 střílen bylo zazděno na půdě domu čp. 79. A konečně třetí úsek pocházel z východní části opevnění a probíhal po západní straně Lidické ulice jižně od bývalé Bučovské brány o délce 40–50 metrů a výšce asi 4 metrů, obestavěný domky z let 1793–1821 a částečně již upravovaný jejich obyvateli.
Památkový katalog Národního památkového ústavu k roku 2024 dělí posledně zmíněný úsek hradební zdi do tří samostatných úseků, přerušených patrně novější výstavbou domů čp. 1538, 1669 a 1670 a novodobější obyčejnou zdí oddělující zahrádky od parkoviště. Dále katalog doplňuje kromě výše vyjmenovaných ještě jeden úsek v Kollárově ulici naproti hřbitovu, a to na parcele č. 635/1, kde se část opevnění zachovala jen v torzu na základech původního opevnění s další novodobou dostavbou v původní linii hradeb. A konečně přidává i úsek v Hradební ulici na parcelách č. 166 a 168, tedy východně od někdejší Hodinové brány, jenž byl odhalen po demolici přilehlé obytné zástavby.

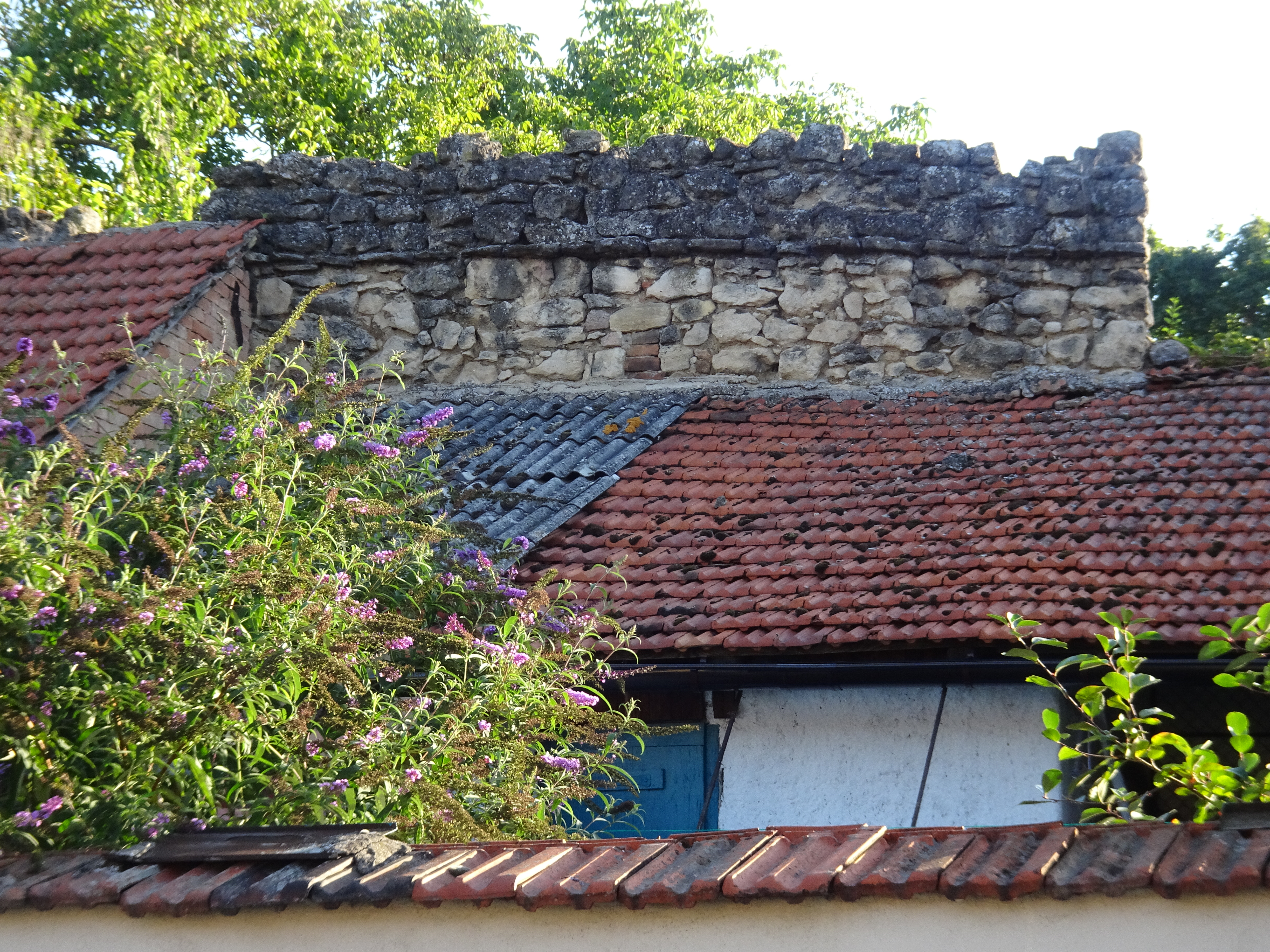
Část hradeb mezi Koláčkovým náměstím a Kollárovou ulicí u zámecké zahrady
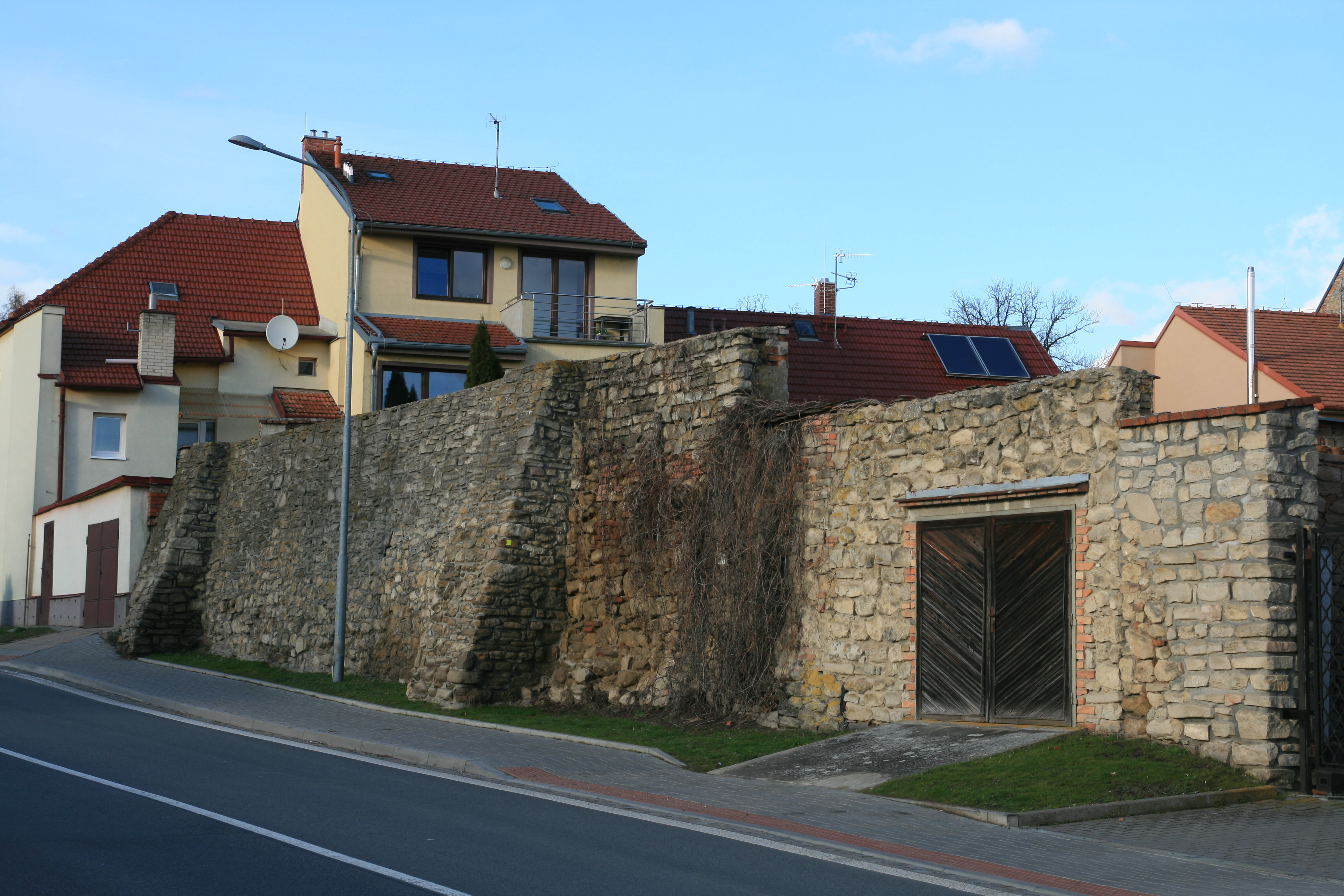
Úsek hradeb v Kollárově ulici naproti hřbitovu (vpravo zmíněná garáž)
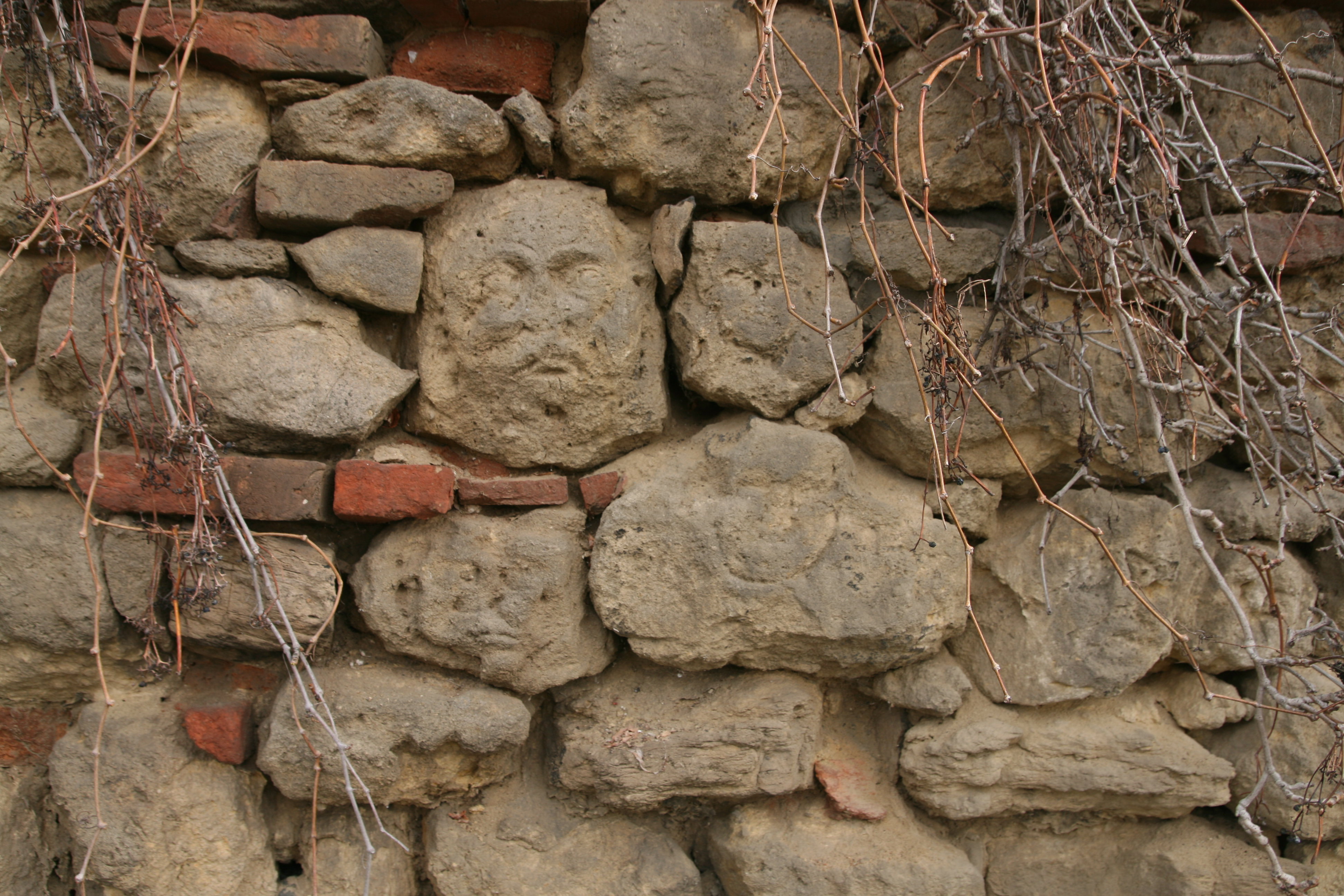
Některé kameny s vytesanými tvářemi v tomto úseku mezi pilířem a garáží
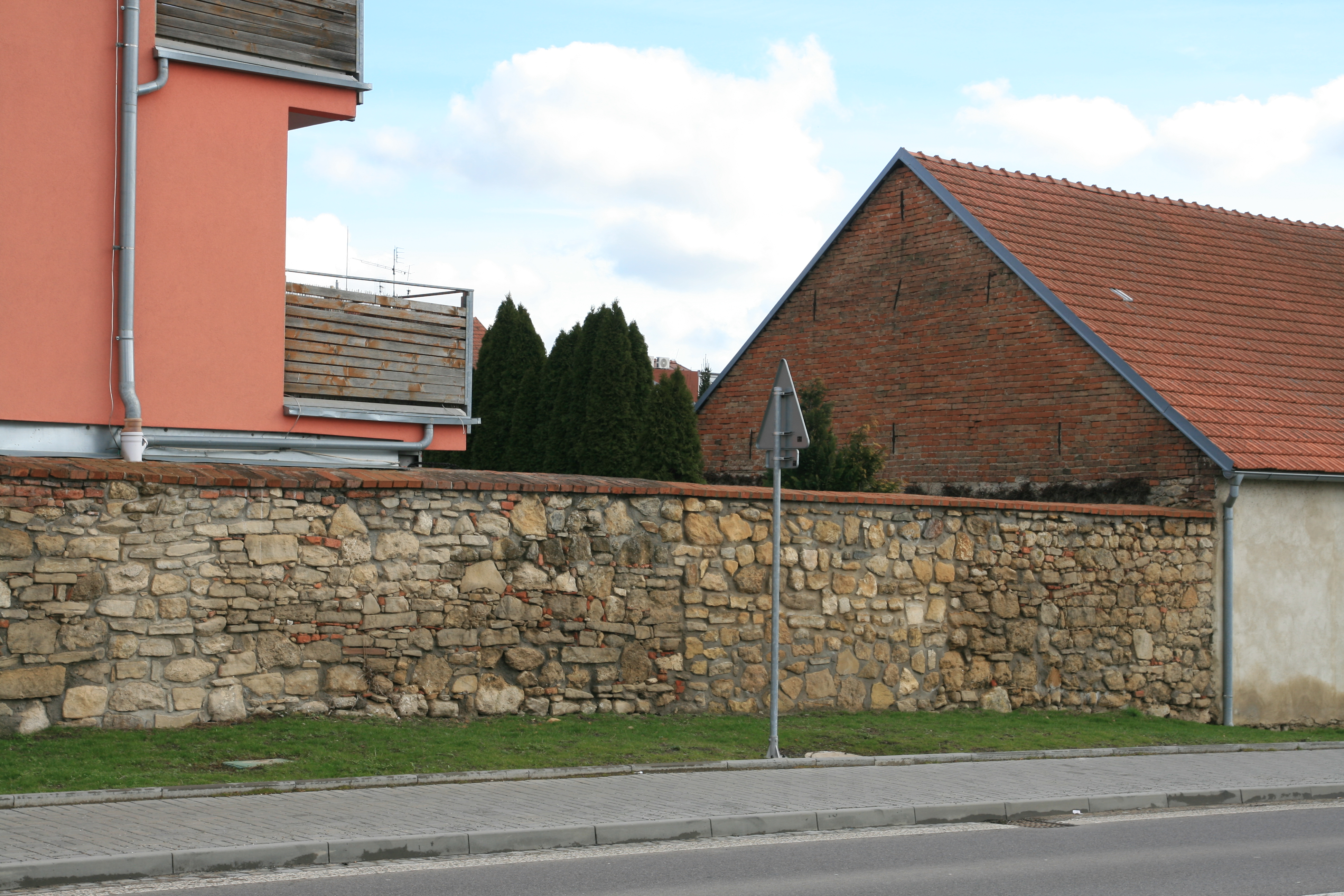
Nejjižnější torzo hradeb v Kollárově ulici s další novodobou dostavbou v původní linii opevnění
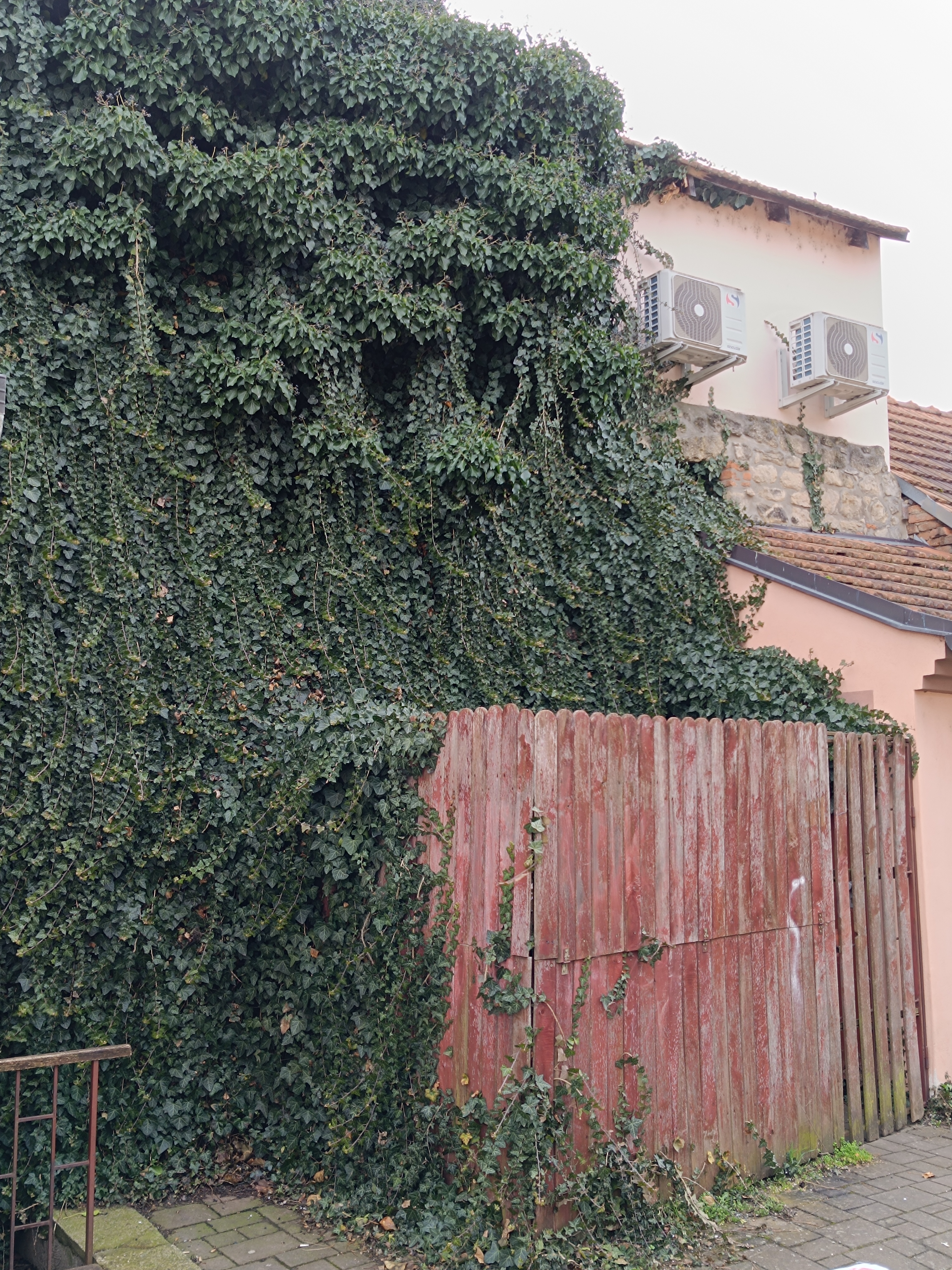
Zarostlá část hradeb mezi ulicemi Hradební a Za Branou u někdejší Hodinové brány
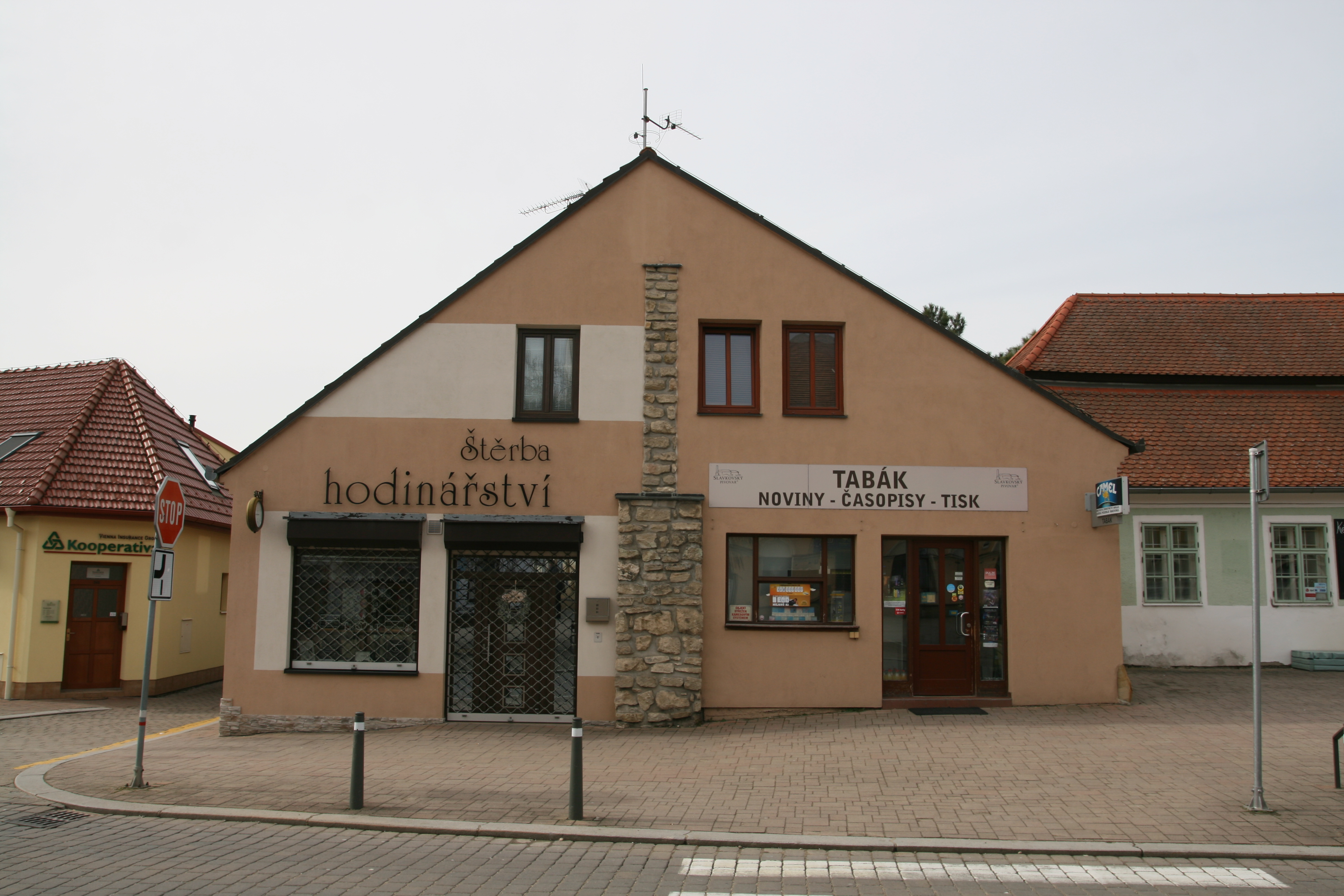
Hradební zeď symbolicky naznačená na domech u bývalé Hodinové brány
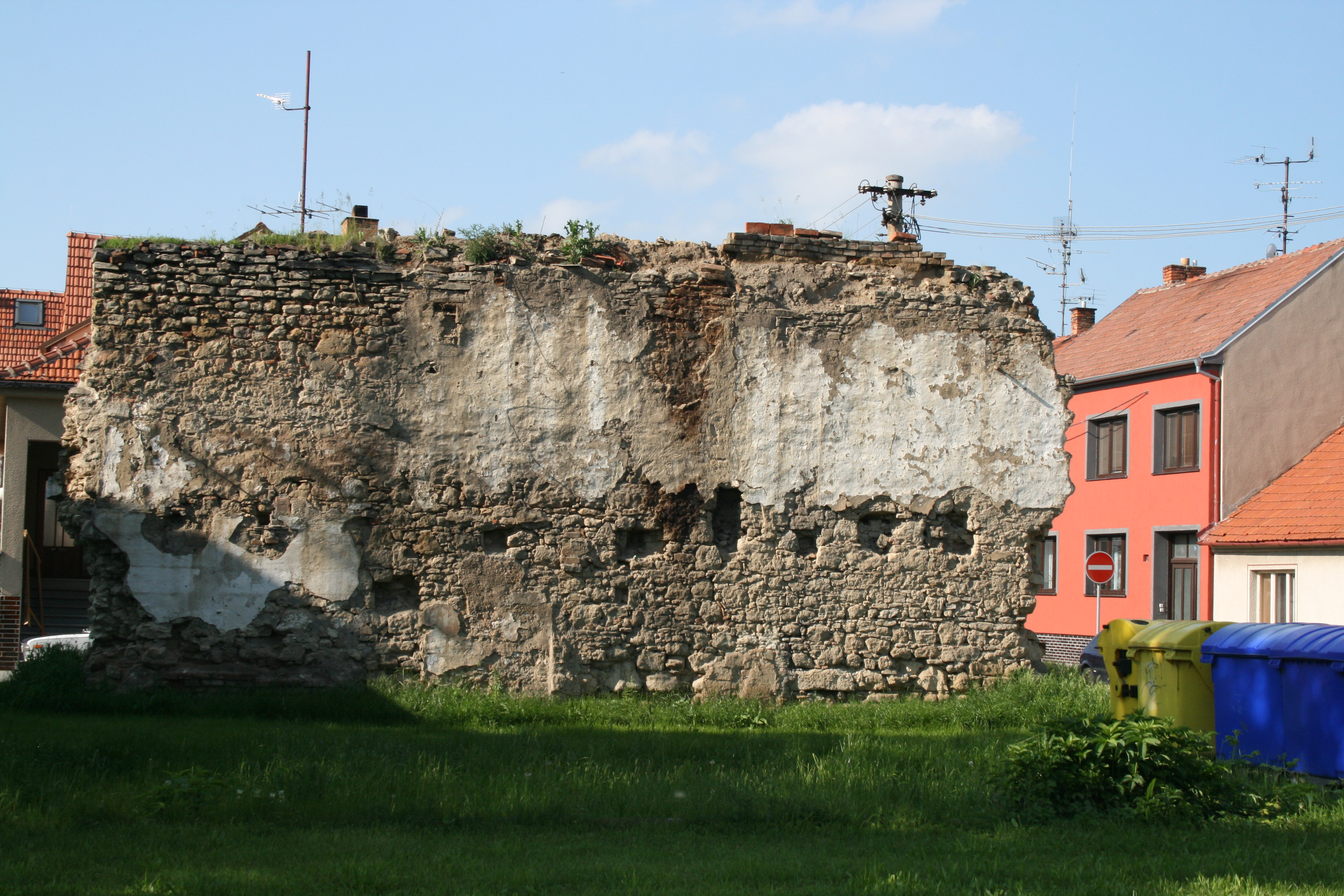
Část zdi mezi ulicemi B. Němcové a Hradební před renovací (2010)
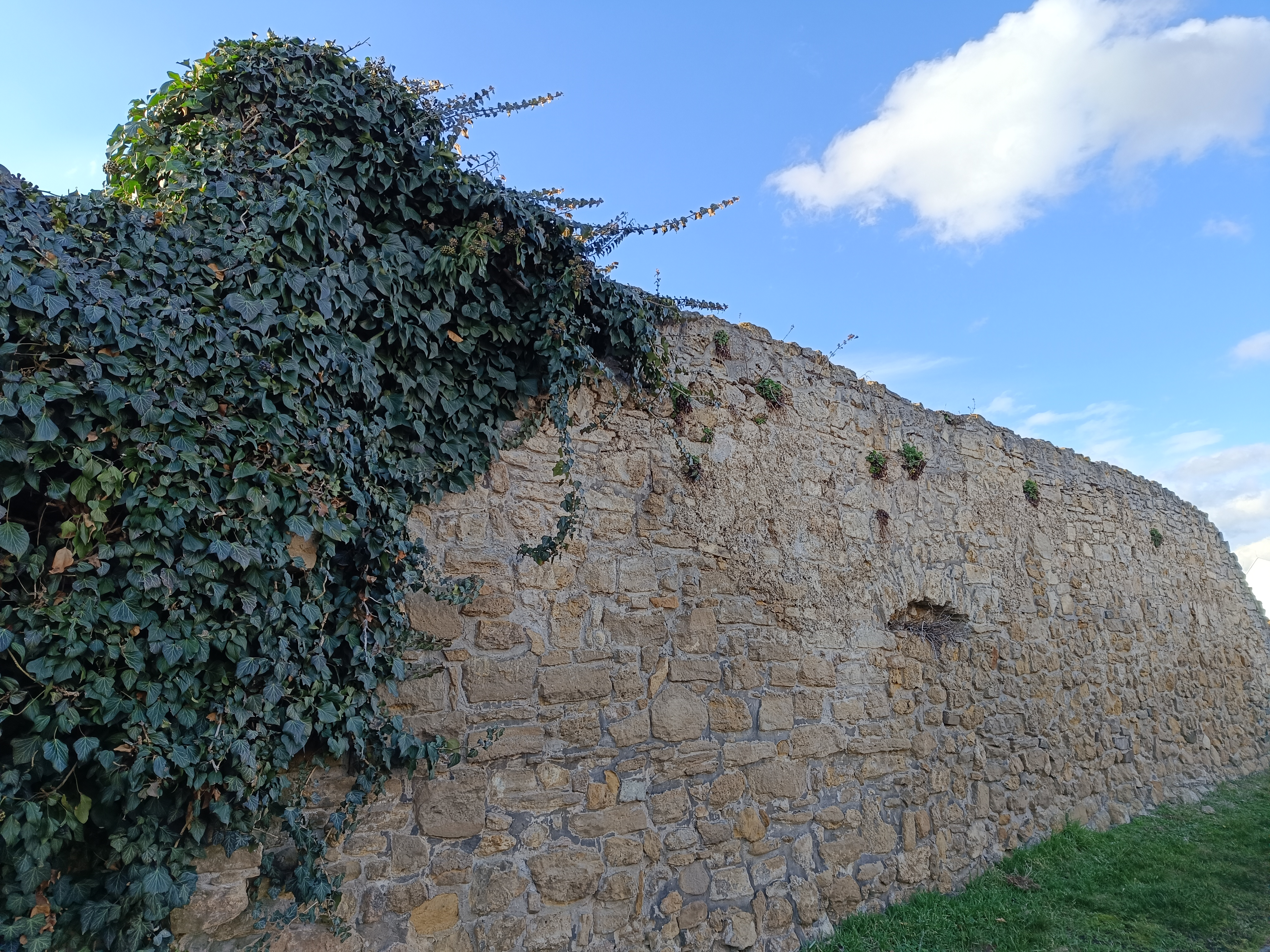
Nejjižnější zachovaný fragment hradební zdi v Lidické ulici u parkoviště
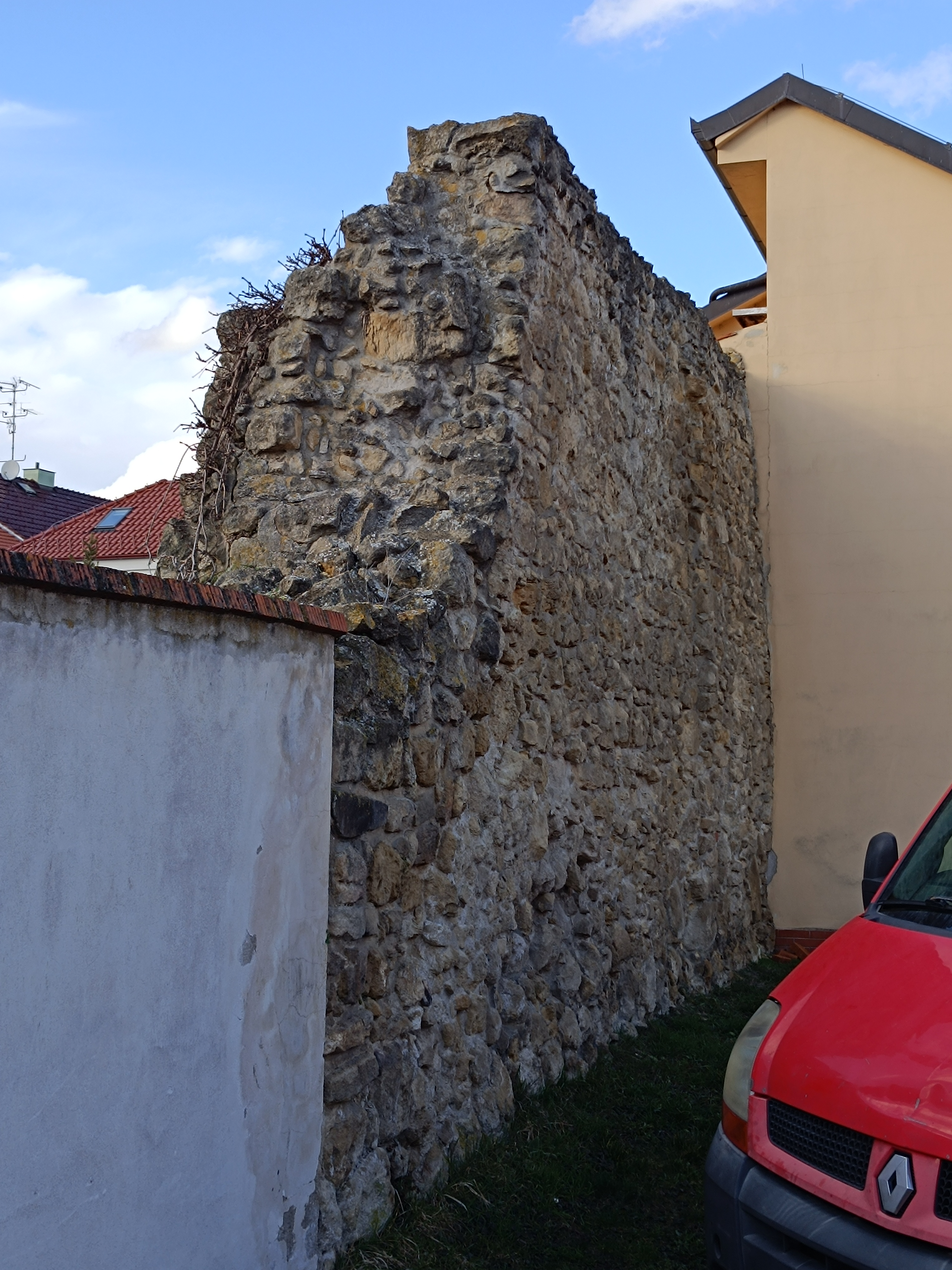
Prostřední hradební fragment v Lidické ulici u domu čp. 307
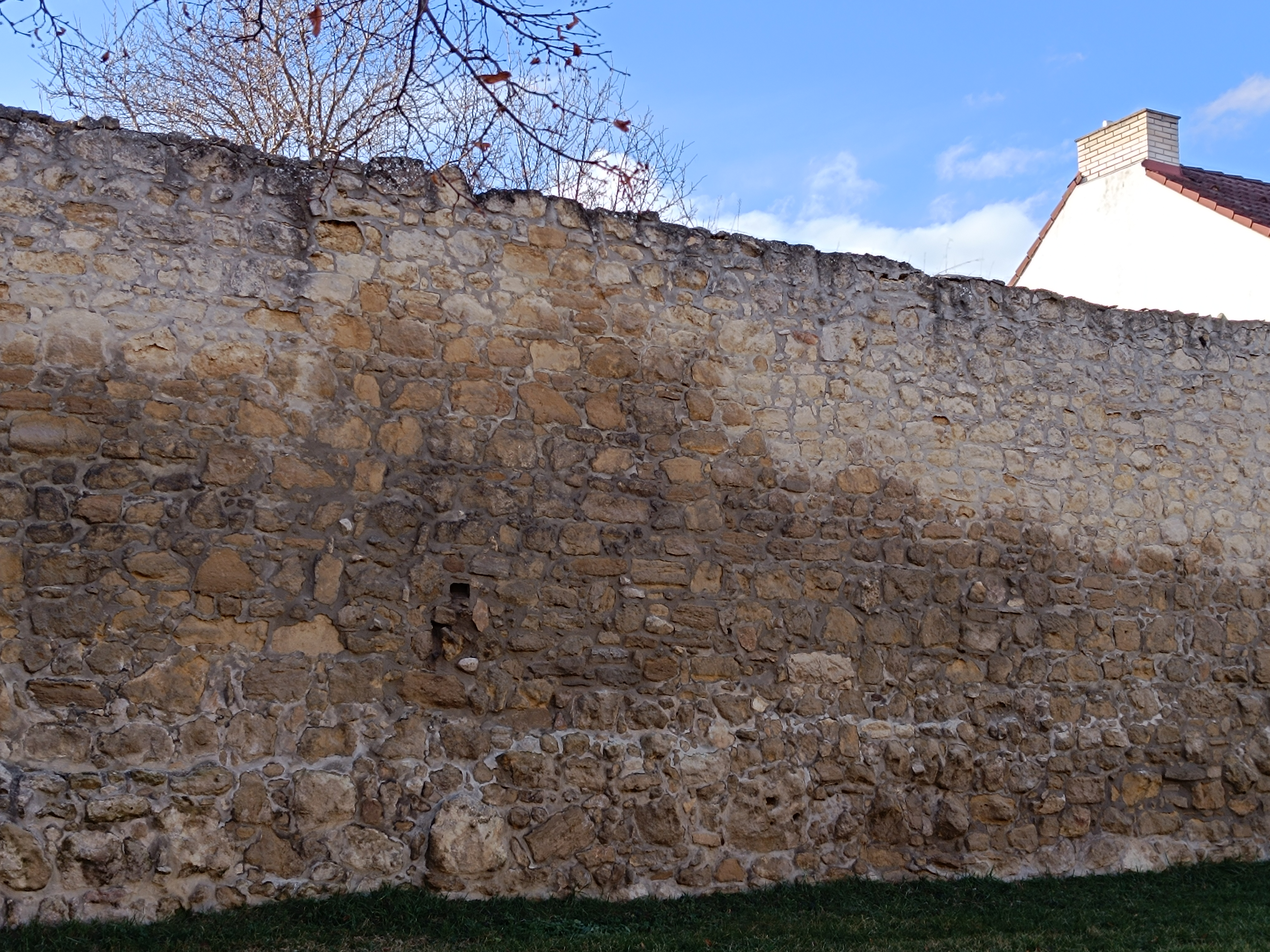
Nejsevernější fragment zdi v Lidické ulici mezi domy čp. 315 a 1480